# Calendulauda burra
La alondra roja (Calendulauda burra) es una especie de ave paseriforme de la familia Alaudidae endémica de Sudáfrica.

## Distribución y hábitat
Se encuentra únicamente en el oeste de Sudáfrica. Su hábitat natural son las zonas de matorral seco subtropical. Está amenazada por la pérdida de hábitat.

## Taxonomía
Fue descrita científicamente en 1930 por el zoólogo estadounidense Outram Bangs, clasificada en el género Ammomanes. Posteriormente fue trasladada a los géneros Mirafra y Certhilauda, y finalmente al género Calendulauda en 2009.